# Anthochloa
Anthochloa  Nees& Meyen é um género botânico pertencente à família Poaceae, subfamília Pooideae, tribo Meliceae.
Suas espécies ocorrem na América do Sul.

## Espécies
- Anthochloa colusana (Burtt Davy) Scribn.
- Anthochloa lepida Nees & Meyen
- Anthochloa lepidula Nees & Meyen
- Anthochloa rupestris J. Remy